# Beth Leavel
Beth Leavel (Raleigh, 1º novembre 1955) è un'attrice e cantante statunitense, nota soprattutto per il suo lavoro come interprete di musical a Broadway.

## Biografia
Debutta a Broadway nel 1985 con il musical tratto da 42nd Street, in cui interpreta Annie. Ad esso segue Crazy for You nel 1992, Show Boat nel 1994, The Civil War nel 1999 e una nuova produzione di 42nd Street a Broadway, questa volta nel ruolo di Dorothy (in cui sostituisce Christine Ebersole). Nel 2006 torna a Broadway con il musical The Drowsy Chaperone, insieme a Sutton Foster e Danny Burstein, e per la sua performance vince il Tony Award alla miglior attrice non protagonista in un musical, il Drama Desk Award e l'Outer Critics Circle Award. 
Nel 2008 sostituisce Andrea Martin nel musical tratto da Frankenstein Junior e nel 2009 è Donna Sheridan in Mamma Mia!; nel Natale del 2010 e del 2012 interpreta Emily nel musical tratto da The Elf e nel 2011 viene candidata al Tony Award alla miglior attrice protagonista in un musical per Baby It's You!. Nel 2019 torna a Broadway con The Prom, per cui viene candidata nuovamente al Tony Award alla miglior attrice protagonista in un musical.
Ha recitato anche in altri musical a livello regionale, tra cui Into the Woods, Can-Can, No, No, Nanette, Hello, Dolly!, Hairspray, Call Me Madam, Annie e Gypsy.

## Filmografia parziale

### Cinema
- This Is Where I Leave You, regia di Shawn Levy (2014)

### Televisione
- Criminal Minds - serie TV, 1 episodio (2004)
- E.R. - Medici in prima linea - serie TV, 1 episodio (2009)
- The Unusuals - I soliti sospetti - serie TV, 1 episodio (2009)
- The Walking Dead: World Beyond - serie TV, 1 episodio (2020)